# Thời kỳ Khánh Ứng
| Lịch sử Nhật Bản | Lịch sử Nhật Bản |
| --- | ---------------- |
| Tiền sửThời kỳ đồ đá cũ ~15000 TCN Thời kỳ Jōmon (Thằng Văn) ~15000 TCN–300 TCN Thời kỳ Yayoi (Di Sinh) tk 4 TCN–tk 3 |                  |
| Cổ đạiThời kỳ Kofun (Cổ Phần) tk 3–tk 7 Thời kỳ Asuka (Phi Điểu) 592–710 Thời kỳ Nara (Nại Lương) 710–794 Thời kỳ Heian (Bình An) 794–1185 |                  |
| Phong kiếnThời kỳ Kamakura (Liêm Thương) 1185–1333 Tân chính Kemmu (Kiến Vũ) 1333–1336 Thời kỳ Muromachi (Thất Đinh) 1336–1573 Thời kỳ Nam-Bắc triều 1336–1392 Thời kỳ Chiến Quốc 1467–1590 Thời kỳ Azuchi-Momoyama (An Thổ-Đào Sơn) 1573–1603 Mậu dịch Nanban (Nam Man) Chiến tranh Nhật Bản – Triều Tiên 1592–1598 Thời kỳ Edo/Tokugawa (Giang Hộ/Đức Xuyên)1603–1868 Chiến tranh Nhật Bản – Lưu Cầu Chiến dịch Ōsaka (Đại Phản) Tỏa Quốc Đoàn thám hiểm Perry Hiệp ước Kanagawa (Thần Nại Xuyên) Bakumatsu (Mạc mạt) Minh Trị Duy tân Chiến tranh Boshin (Mậu Thìn) |                  |
| Hiện đạiThời kỳ Minh Trị (Meiji) 1868–1912 Nhật xâm lược Đài Loan 1874 Chiến tranh Tây Nam Chiến tranh Nhật–Thanh Hiệp ước Mã Quan Chiến tranh Ất Mùi 1895 Phong trào Nghĩa Hòa Đoàn Hòa ước Portsmouth Hiệp ước Nhật–Triều 1910 Thời kỳ Đại Chính (Taishō) 1912-1926 Nhật Bản trong Thế chiến thứ nhất Sự can thiệp của Nhật Bản vào Siberia Đại thảm họa động đất Kantō 1923 Thời kỳ Chiêu Hòa (Shōwa) 1926–1989 Chủ nghĩa quân phiệt Nhật Bản Sự kiện Phụng Thiên Nhật Bản xâm lược Mãn Châu Hiệp ước chống Quốc tế Cộng sản Chiến tranh Trung–Nhật Cuộc tấn công Trân Châu Cảng Vụ ném bom nguyên tử xuống Hiroshima và Nagasaki Chiến tranh Xô–Nhật Nhật Bản đầu hàng Thời kỳ bị chiếm đóng 1945-1952 Nhật Bản thời hậu chiếm đóng Kỳ tích kinh tế Nhật Bản thời hậu chiến Thời kỳ Bình Thành (Heisei) 1989–2019 Thập niên mất mát Động đất Kobe 1995 Cool Japan Động đất và sóng thần Tōhoku 2011 Thời kỳ Lệnh Hòa (Reiwa) 2019–nay Đại dịch COVID-19 tại Nhật Bản |                  |
| Xem thêm Thiên hoàng • Niên biểu • Đế quốc Nhật Bản Kinh tế • Giáo dục • Quân sự • Hải quân • Di sản thế giới |                  |
| x t s |                  |

Thời kỳ Khánh Ứng (慶応 (慶應) Keiō) là một Niên hiệu Nhật Bản sau Thời kỳ Nguyên Trị và trước Thời kỳ Minh Trị. Thời kỳ kéo dài 4 năm, từ tháng 5 năm 1865 đến tháng 10 năm 1868. Các vị Thiên hoàng trị vì là Thiên hoàng Hiếu Minh và Thiên hoàng Minh Trị. Tướng quân của Mạc phủ Edo là Tokugawa Iemochi và Tokugawa Yoshinobu.
Đây là niên hiệu cuối cùng trong thời kỳ Edo.

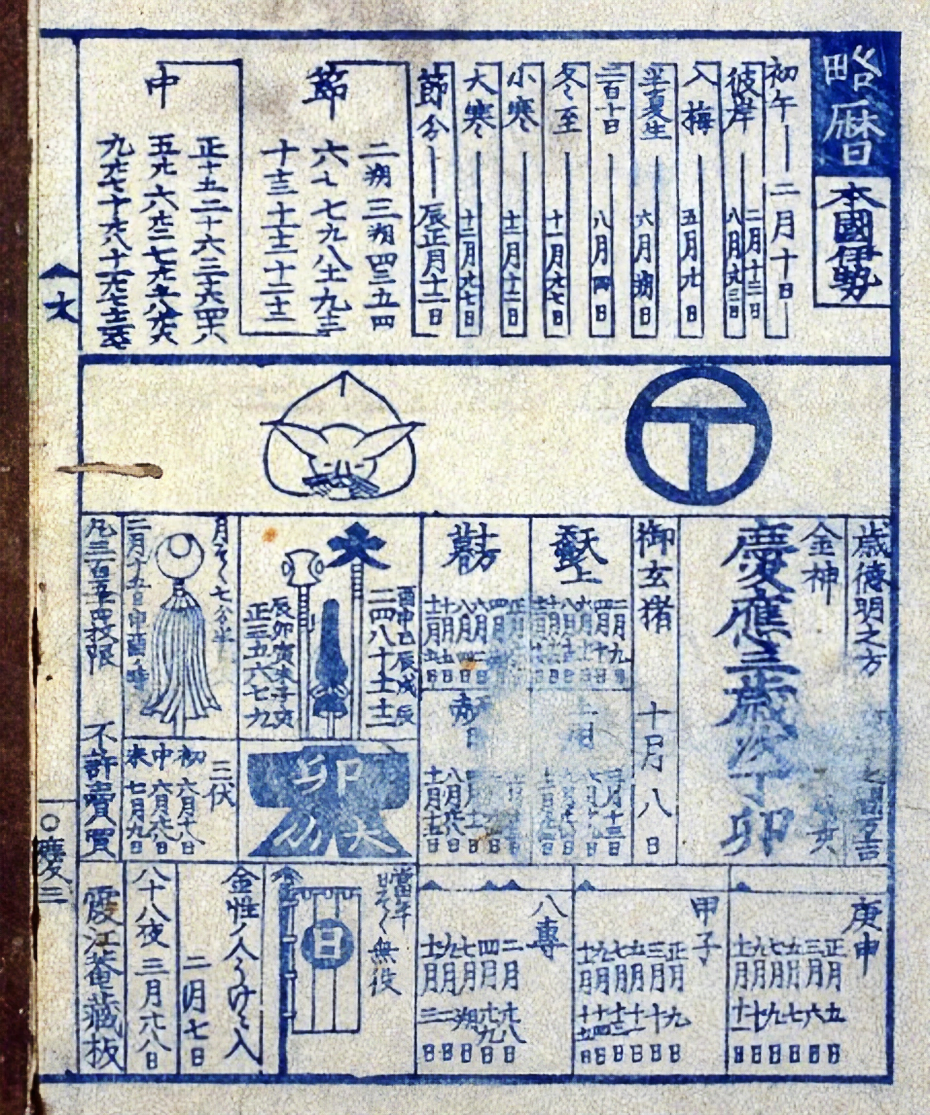
Lịch phát hành vào năm Khánh Ứng thứ 3. Vì là năm Mão nên vẽ biểu tượng con thỏ.

## Thay đổi niên hiệu
- Ngày 1 tháng 5 năm 1865 (ngày 7 tháng 4 âm lịch): Niên hiệu mới được tạo ra để đánh dấu Sự biến Cấm môn.
- Ngày 23 tháng 10 năm 1868 (ngày 8 tháng 9 âm lịch): Đổi niên hiệu thành Minh Trị.

## Xuất điển
Lấy ý từ câu "Khánh vân ứng huy" (慶雲應輝) trong sách Văn tuyển của Trung Quốc.

## Sự kiện thời kỳ Khánh Ứng
- Tháng 11 năm 1865 (năm Khánh Ứng, ngày 1 tháng 9 năm 1865 âm lịch): Sự kiện yêu cầu mở cảng Hyogo.
- 1866 (năm Khánh Ứng thứ 2): Goryōkaku hoàn thành.
- Ngày 29 tháng 8 năm 1866 (năm Khánh Ứng thứ 2, ngày 20 tháng 7 năm 1866 âm lịch): Tướng quân Tokugawa Iemochi qua đời tại Osaka và Mạc phủ kiến nghị rằng Tokugawa Yoshinobu nên được bổ nhiệm làm người kế vị.[2]
- Ngày 10 tháng 1 năm 1867 (năm Khánh Ứng thứ 2, ngày 5 tháng 12 năm 1867 âm lịch): Tokugawa Yoshinobu được bổ nhiệm làm shōgun.[2]
- Ngày 30 tháng 1 năm 1867 (năm Khánh Ứng thứ 2, ngày 25 tháng 12 năm 1867 âm lịch): Thiên hoàng Hiếu Minh băng hà.[2]
- Ngày 13 tháng 2 năm 1867 (năm Khánh Ứng thứ 3, ngày 9 tháng 1 1867 âm lịch): Mutsuhito lên ngôi lấy hiệu là Minh Trị.[3]
- Năm Khánh Ứng thứ 3: phong trào Ee ja nai ka diễn ra.
- Ngày 14 tháng 10 (năm Khánh Ứng thứ 3): Lễ trình tấu ý định khôi phục quyền cai trị của Hoàng gia
- Ngày 9 tháng 12 (năm Khánh Ứng thứ 3): Sắc lệnh khôi phục quyền lực của Thiên hoàng, bãi bỏ quyền lực của samurai
- Ngày 27 tháng 1 năm 1868 (năm Khánh Ứng thứ 4): Chiến tranh Mậu Thìn bắt đầu với Trận Toba-Fushimi.
- Ngày 3 tháng 9 năm 1868 (năm Khánh Ứng thứ 4, ngày 17 tháng 7 năm 1868 âm lịch): Edo (江戸 (Giang Hộ)?) được đổi tên thành Tokyo (東京都 (Đông Kinh đô)?).[4]
- Ngày 8 tháng 10 năm 1868 (năm Khánh Ứng thứ 4, ngày 23 tháng 8 năm 1868 âm lịch): Trận Aizu bắt đầu.
- Ngày 12 tháng 10 năm 1868 (năm Khánh Ứng thứ 4, ngày 27 tháng 8 năm 1868 âm lịch): Thiên hoàng Minh Trị lên ngôi tại Hoàng cung Kyoto.[5]

## Đại học Keio
Đại học Keio (慶應義塾大学 (Khánh Ưng nghĩa thục đại học) Keiō Gijuku Daigaku), được thành lập lần đầu vào năm 1858 (năm An Chính thứ 5), bảy năm trước khi bắt đầu thời kỳ Khánh Ứng, năm 1868 (năm Khánh Ứng thứ 4) Đại học Keio chuyển đến Shiba Shinsenza và được đặt tên theo thời kỳ này. Đây là tổ chức giáo dục đại học lâu đời nhất ở Nhật Bản.